# Stagione di college football 1896
La Stagione di college football 1896 fu la ventottesima stagione di college football negli Stati Uniti.
La stagione riporta l'esordio di ben 63 scuole statunitensi, alcune attualmente fanno parte della prima divisione: Arizona State, Central Michigan, Clemson, Connecticut, Kansas State, Nevada, TCU.

## Eventi principali
La Western Conference inizia ad operare con alcune delle più prestigiose università del nord degli Stati Uniti: Wisconsin, Michigan, Northwestern, Chicago, Minnesota, Illinois, Purdue. Sono i Badgers ad aggiudicarsi la prima edizione con un record di 2-0-1
Il 9 novembre a Columbia, Missouri, i Missouri Tigers ospitano gli Iowa Hawkeyes, per una gara della Western Interstate University Football Association, i tifosi della squadra di casa hanno mal digerito la decisione di Iowa di far scendere in campo il loro halfback afroamericano Frank Kinney Holbrook. La gara viene disputata con diversi problemi disciplinari e viene definitivamente sospesa all'ottavo minuto del secondo tempo sul punteggio di 12-0 per Iowa, dopo il pugno sferrato da Hal Conley di Missouri ai danni del referee della gara. Il grave epilogo segna il rapido declino della conference che giocherà la sua ultima stagione nel 1897.
Il 1896 segna inoltre uno spartiacque nella storia del college football: Lafayette termina con un record di 11-0-1, mentre Princeton 10-0-1. Nella seconda partita della stagione per entrambe le squadre, Lafayette e Princeton chiudono lo scontro diretto con un pareggio senza punti. Entrambe le squadre successivamente colgono risultati pesanti Lafayette sconfigge Penn 6-4, dando ai Quakers la loro unica sconfitta negli ultimi tre anni, mentre Princeton batte Yale 24-6 nel giorno del Ringraziamento, nell'ultima partita della stagione. Princeton è nominata retroattivamente campione nazionale da Billingsley, Helms Athletic Foundation, e Houlgate System; Lafayette e Princeton vengono nominati co-campioni nazionali da National Championship Foundation e Parke Davis. Si tratta del primo storico titolo di una squadra al di fuori della Ivy League, ancora più significativo perché arrivato dopo aver inflitto la prima ed unica sconfitta a Pennsylvania

## Conference e vincitori
| Conference                                         | Scuola           | Conf. V-S-P | Totale V-S-P |
| -------------------------------------------------- | ---------------- | ----------- | ------------ |
| Triangular Football League                         | Dartmouth        | 2 - 0       | 7 - 5 - 1    |
| Western Interstate University Football Association | Iowa             | 2 - 0 - 1   | 7 - 1 - 1    |
| Colorado Football Association                      | Colorado         | 2 - 0       | 5 - 0        |
| Maine Intercollegiate Athletic Association         | Bowdoin          | 3 - 0 - 1   | 5 - 3 - 2    |
| Michigan Intercollegiate Athletic Association      | Eastern Michigan | 1 - 0       | 4 - 1 - 0    |
| Southern Intercollegiate Athletic Association      | Georgia          | 3 - 0       | 4 - 0        |
| Southern Intercollegiate Athletic Association      | Louisiana State  | 4 - 0       | 6 - 0        |
| Western Conference                                 | Wisconsin        | 2 - 0 - 1   | 7 - 1 - 1    |

## Campioni nazionali
| 1896 | Lafayette College | 11–0–1 | Parke H. Davis | NCF, PD              |
| 1896 | Princeton         | 10–0–1 |                | BR, HAF, HS, NCF, PD |

## College esordienti
- Arizona State Sun Devils football
- Central Michigan Chippewas football
- Clemson Tigers football
- Connecticut Huskies football
- Kansas State Wildcats football
- Nevada Wolf Pack football
- Texas Christian Horned Frogs football